# Ajdin Zeljkovic
Ajdin Zeljkovic, född 26 december 1997, är en svensk-bosnisk fotbollsspelare som spelar för IFK Värnamo.

## Spelarkarriär
Zeljkovic startade karriären i Gunnilse IS, där han gjorde 37 mål på 67 matcher. Under 2015/2016 blev det 26 matcher, 15 mål och fyra assist för Zeljkovic då Gunnilse åkte ur division 2.
I mars 2017 skrev han på ett tvåårskontrakt med option på ytterligare ett år med Gais. I april 2018 lånades Zeljkovic ut till Ljungskile SK. Lånet var ett så kallat samarbetsavtal, vilket möjliggjorde spel i båda klubbarna under säsongen. Efter säsongen 2018 lämnade han Gais.
I mars 2019 värvades Zeljkovic av IK Oddevold. I juli 2019 gick han till Lindome GIF. I januari 2021 värvades Zeljkovic av Örgryte IS, där han skrev på ett treårskontrakt.
Zeljkovic vann skytteligan i Superettan 2021 med 18 mål. Och utsågs efter säsongen till årets mest värdefulla spelare i Superettan av en jury bestående av Superettans 16 huvudtränare och lagkaptener samt 18 sportjournalister.
Den 10 juli 2022 värvades Zeljkovic av IFK Värnamo.